# Куюмцидис, Йоргос
Йоргос Куюмцидис (греч. Γιώργος Κουγιουμτσίδης, род. 2001, Салоники) — греческий борец вольного стиля, чемпион Европы 2022 года, призёр чемпионата Европы 2023 года. Двукратный чемпион Европы среди молодёжи 2022 и 2023 годов. 

## Биография
С 2016 года принимает участие в международных соревнованиях по борьбе. На молодёжном чемпионате Европы в 2022 и 2023 годах становился победителем в категории до 79 кг. 
На чемпионате Европы 2022 года, который состоялся в Будапеште, в категории до 79 кг завоевал золотую медаль. В финале поборол спортсмена из Азербайджана Ашрафа Аширова.  
В Загребе, на чемпионате Европы 2023 года в финале уступил украинцу Василию Михайлову и завоевал серебряную медаль.

## Спортивные результаты
- Первенство Европы до 23 лет 2024 —